# Xabri
Xabri (en rus: Шабры) és un poble de l'óblast de Kírov, a Rússia, segons el cens del 2010 tenia 9. Pertany al districte d'Arbaj.